# Alexander Killorn
Alexander „Alex” Killorn (ur. 14 września 1989 w Halifax, Nowa Szkocja) – kanadyjski hokeista występujący na pozycji napastnika w Tampa Bay Lightning z National Hockey League (NHL). Wybrany przez tę drużynę w trzeciej rundzie z 77. numerem podczas NHL Entry Draft 2007.
17 lipca 2016 Killorn podpisał z drużyną z Florydy długoterminowy, 7-letni kontrakt, który gwarantuje mu zarobki w wysokości 4,45 mln USD za sezon. 19 lutego 2019 w spotkaniu z Philadelphia Flyers zdobył setnego gola w NHL. 16 marca w spotkaniu z Washington Capitals zanotował pierwszego hat tricka w karierze.

## Statystyki

### Sezon zasadniczy i play-off
| 2005–06     | Lac Saint-Louis Lions | QMAAA       | 43  | 18 | 34  | 52  | 94  | 10 | 9  | 6  | 15 | 8  |
| 2006–07     | Deerfield Academy     | USHS        | 25  | 18 | 14  | 32  | 22  | —  | —  | —  | —  | —  |
| 2007–08     | Deerfield Academy     | USHS        | 24  | 28 | 27  | 55  | 18  | —  | —  | —  | —  | —  |
| 2008–09     | Harvard University    | ECAC        | 30  | 6  | 8   | 14  | 48  | —  | —  | —  | —  | —  |
| 2009–10     | Harvard University    | ECAC        | 32  | 9  | 11  | 20  | 26  | —  | —  | —  | —  | —  |
| 2010–11     | Harvard University    | ECAC        | 34  | 15 | 14  | 29  | 36  | —  | —  | —  | —  | —  |
| 2011–12     | Harvard University    | ECAC        | 34  | 23 | 23  | 46  | 47  | —  | —  | —  | —  | —  |
| 2011–12     | Norfolk Admirals      | AHL         | 10  | 2  | 4   | 6   | 2   | 17 | 3  | 9  | 12 | 8  |
| 2012–13     | Syracuse Crunch       | AHL         | 44  | 16 | 22  | 38  | 32  | —  | —  | —  | —  | —  |
| 2012–13     | Tampa Bay Lightning   | NHL         | 38  | 7  | 12  | 19  | 14  | —  | —  | —  | —  | —  |
| 2013–14     | Tampa Bay Lightning   | NHL         | 82  | 17 | 24  | 41  | 63  | 4  | 1  | 1  | 2  | 4  |
| 2014–15     | Tampa Bay Lightning   | NHL         | 71  | 15 | 23  | 38  | 36  | 26 | 9  | 9  | 18 | 12 |
| 2015–16     | Tampa Bay Lightning   | NHL         | 81  | 14 | 26  | 40  | 44  | 17 | 5  | 8  | 13 | 42 |
| 2016–17     | Tampa Bay Lightning   | NHL         | 81  | 19 | 17  | 36  | 66  | —  | —  | —  | —  | —  |
| 2017–18     | Tampa Bay Lightning   | NHL         | 82  | 15 | 32  | 47  | 45  | 17 | 5  | 2  | 7  | 12 |
| NHL łącznie | NHL łącznie           | NHL łącznie | 435 | 87 | 134 | 221 | 268 | 64 | 20 | 20 | 40 | 70 |